# Margarete Junge
Margarete Junge (* 14. April 1874 in Lauban; † 19. April 1966 Dresden) war eine deutsche Designerin von Möbeln und Kunstgewerbegegenständen. Sie war die erste Frau, die eine Professur an der Kunstgewerbeschule Dresden erhielt, einer Vorläuferin der Hochschule für Bildende Künste.

## Leben
Margarete Junge erhielt bereits in jungen Jahren Privatunterricht in Malerei, vermutlich bei Wilhelm Claudius, und besuchte während zwei Jahren die Zeichenschule des Frauengewerbevereins Dresden. Um 1894 besuchte sie für zwei Jahre die Damenakademie des Münchner Künstlerinnenvereins. Im Jahr 1898 kehrte sie nach Dresden zurück.
1901 beteiligte sie sich mit Designarbeiten von Möbeln und Kunstgegenständen an der Ausstellung Die Kunst im Leben des Kindes in Berlin. Außerdem war sie ab 1901 bis 1920 als Designerin für die Dresdner Werkstätten für Handwerkskunst von Schmidt und Müller und für die Werkstätten für deutschen Hausrat von Theophil Müller in Dresden-Striesen tätig. Diese Häuser zielten auf eine umfassende Reform des Kunstgewerbes und sahen sich in der Tradition des Handwerks, als Reaktion auf die seit der Mitte des 19. Jahrhunderts aufgekommene, schnelllebige Massenproduktion, die sich stilistisch dem Formenreichtum vergangener Epochen bediente. Um 1900 entstanden in Dresden kunstgewerbliche Unternehmen, die sich, im Gegensatz zu anderen eher elitären Werkstätten oder Künstlergemeinschaften, mit der Herstellung von schlichten und preiswerten Möbeln für einen großen Abnehmerkreis beschäftigten und damit beachtliche Ausstellungs- und Verkaufserfolge verzeichneten. Insbesondere für die Werkstätten für deutschen Hausrat entwarf Margarete Junge gemeinsam mit Gertrud Kleinhempel fast alles was hergestellt wurde: Wohnzimmer, Esszimmer, Herrenzimmer, Schlafzimmer sowie komplette Wohnungseinrichtungen.
1902 nahm Margarete Junge an der Internationalen Kunstgewerbeausstellung in Turin teil. 1904 stellte sie für das Sächsische Kunstgewerbe an der Weltausstellung in St. Louis in den USA aus. Bis zu ihrer Berufung als Professorin an der Königlich Sächsischen Kunstgewerbeschule folgten viele weitere Kunstausstellungen.
1905 erstellte sie kunsthandwerkliche Webereien für die Textildruckerei De-We-Tex (Deutsche Werkstätten Textil). 1907 erhielt sie als erste Frau eine Anstellung als Lehrerin an der Kunstgewerbeschule in Dresden. 1915 wurde sie Professorin an der Königlich Sächsischen Kunstgewerbeschule Dresden für „Musterzeichnen, Entwerfen künstlerischer weiblicher Handarbeiten und Kleidungsstücken sowie Entwerfen im architektonischen Kunstgewerbe“.
Die von ihr entworfene Mode, Spielzeuge und Stoffe zeichnete sich durch nüchterne Grundformen, sparsame Ornamente sowie Funktionalität aus. Henry van de Velde schätzte diese aparte „Eleganz mit Würde“.
Nachdem 1933 die Nationalsozialisten an die Macht gekommen waren, verlor Junge im Frühjahr 1933 ihre Professur. Sie lebte fortan zurückgezogen am Dresdner Stadtrand in Hellerau. Im Auftrag der Dresdner Firma Villeroy & Boch bemalte sie in den 1930er- und 1940er-Jahren Weißporzellan. Werke Margarete Junges befinden sich u. a. im Kunstgewerbemuseum Dresden.
Margarete Junge wurde auf dem Alten Friedhof Klotzsche beigesetzt.

## Darstellung Margarete Junges in der bildenden Kunst
- Fritz Tröger: Bildnis Margaret Junge (1926, Öl, 98 × 68, 5 cm; Galerie Neue Meister Dresden, Inv.-Nr. 80/02)[4]

## Ausstellungen (unvollständig)
- 1901: Berlin, Die Kunst im Leben des Kindes
- 1901: Dresden, Internationale Kunstausstellung
- 1902: Turin, Internationale Kunstgewerbeausstellung
- 1904: Weltausstellung in St. Louis, USA
- 1905: München, Internationale Kunstausstellung
- 1905: Berlin, Ausstellung in der Abteilung für moderne angewandte Kunst, Warenhaus A. Wertheim am Leipziger Platz
- 1906: Dresden, Dritte Deutsche Kunstgewerbeausstellung Dresden
- 1908: Dresden, Große Kunstausstellung

### Postum
- 1981: Dresden, Ausstellung in der Galerie »Kunst der Zeit«
- 2003: Dresden, Ausstellung der Hochschule für Bildende Künste
- 2012: Leipzig, Grassi Museum für Angewandte Kunst, Ständige Ausstellung: Jugendstil bis Gegenwart, Empfangszimmer aus den „Werkstätten für deutschen Hausrat“, Theophil Müller